# Бретулешть (Ясси)
Бретулешть, Бретулешті (рум. Brătulești) — село у повіті Ясси в Румунії. Входить до складу комуни Струнга.
Село розташоване на відстані 306 км на північ від Бухареста, 47 км на захід від Ясс.

## Населення
За даними перепису населення 2002 року у селі проживали 533 особи, усі — румуни. Усі жителі села рідною мовою назвали румунську.

## Галерея

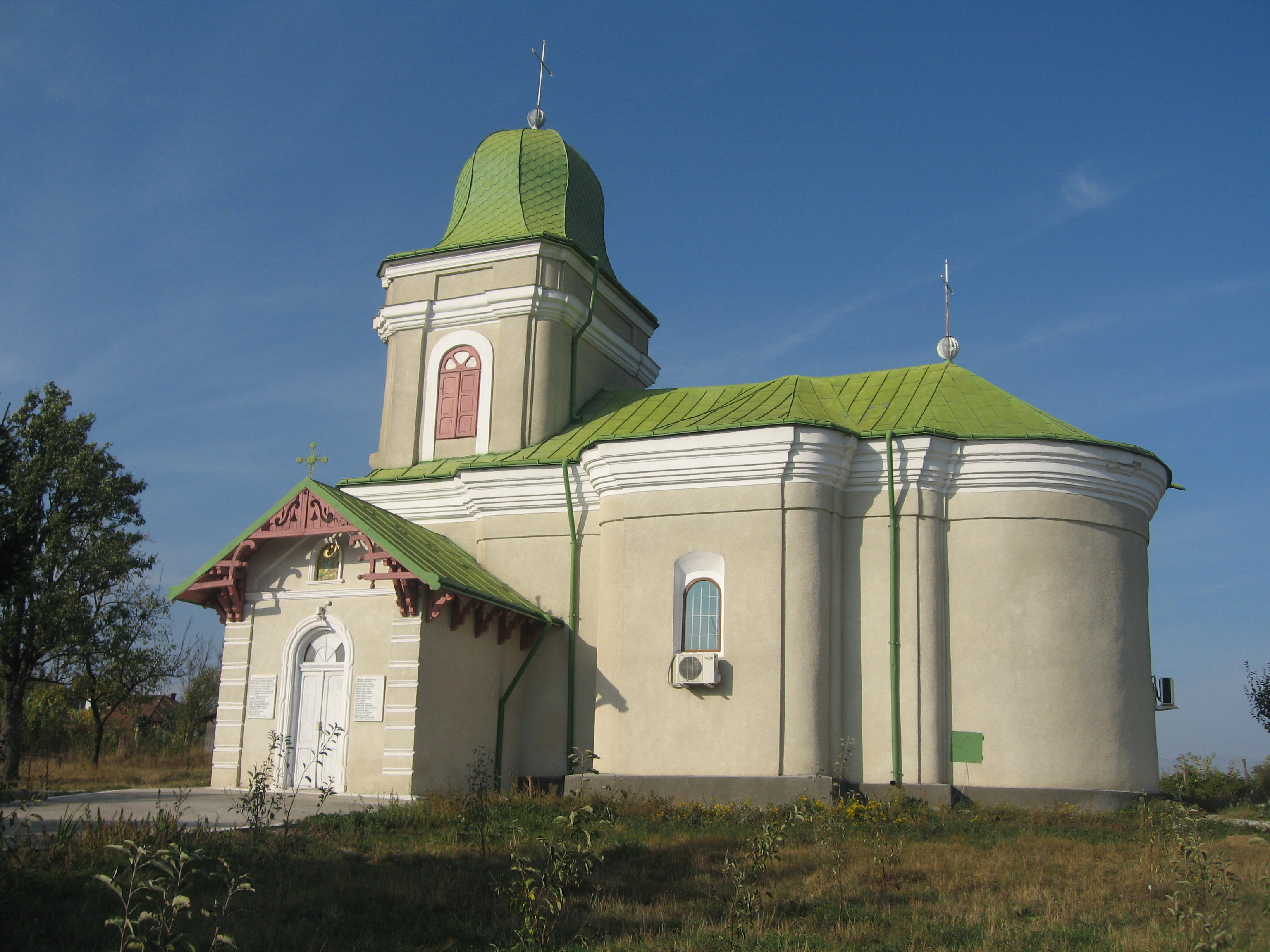
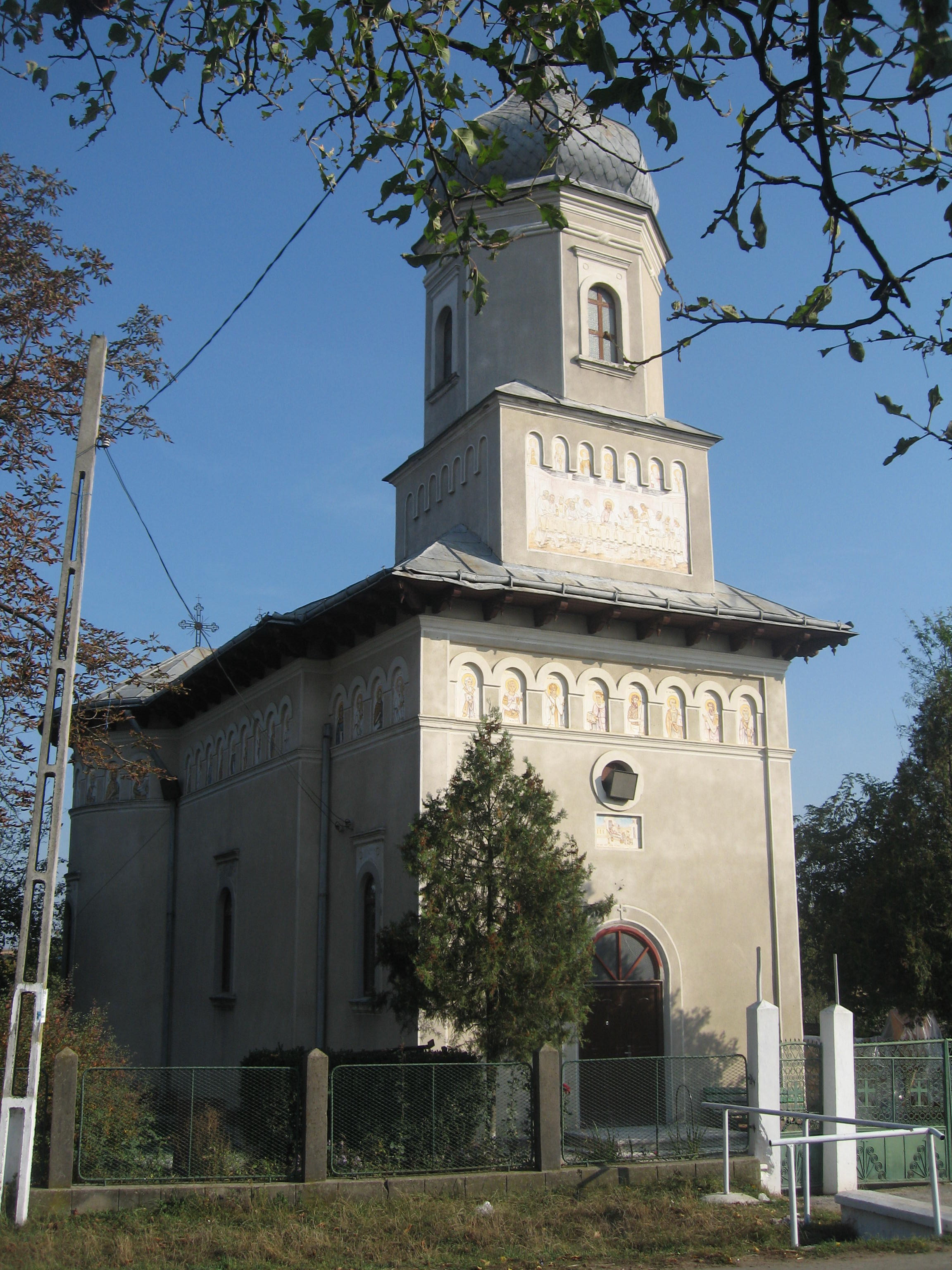
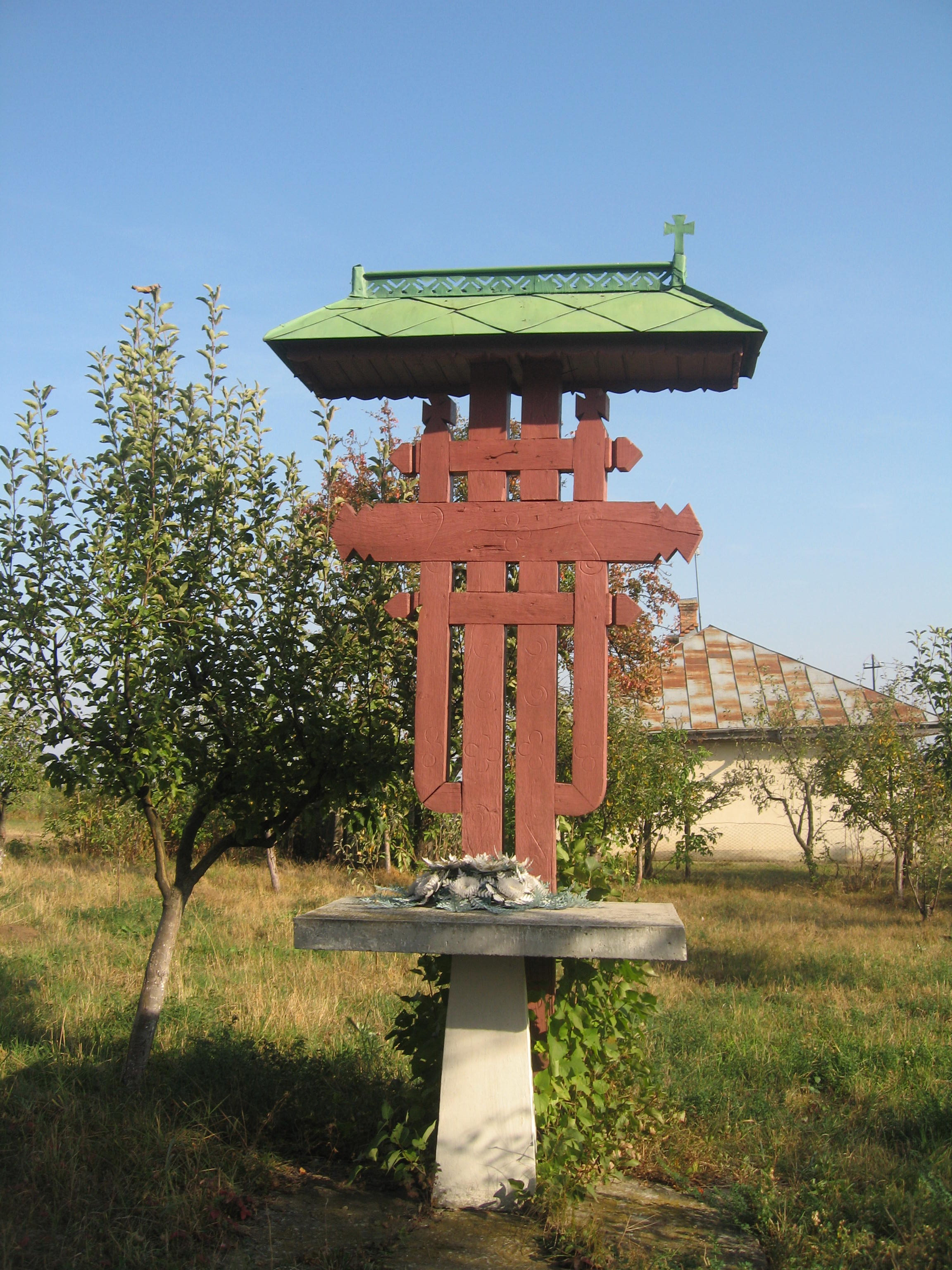